# 武元登々庵
武元 登々庵（たけもと とうとうあん、1767年3月14日（明和4年2月15日）- 1818年3月29日（文化15年2月23日））は、江戸時代中期から後期の漢詩人、書家である。名は質または正質。字は景文、通称は周平。登々庵は号で、別号に行庵・泛庵がある。

## 略歴
備前国和気郡北方村（現在の岡山県備前市吉永町）の名主・武元和七郎の長男として生まれた。弟の君立と一緒に備前岡山藩閑谷学校で学び、諸国を遊歴して崎陽（長崎）で蘭学を修めた。のち京坂地方で頼山陽・菅茶山・田能村竹田・浦上春琴らと交流した、笑社（のちに真社と改名）の社友でもある。
寛政11年（1799年）より翌年にかけて大西圭斎とともに奥州行に出て、寛政12年6月、圭斎が仙台で「登々庵肖像」（吉永町美術館蔵）を描いている。
享和元年（1801年）、34歳のとき、儒学者・菅茶山によって備後国（現在の広島県福山市神辺町）に開かれた私塾「廉塾」（黄葉夕陽村舎）を訪れる。その後、文化3年（1806年）と翌文化4年（1807年）にも訪れている。
文化8年（1811年）頃より平安（京都）に移り、御池室町西に在住した。
文化15年（1818年）2月23日歿。52歳。

## 代表書画作品
- 武元登々庵題詩・大原東野画「合江亭図」（文人画研究会蔵）
- 武元登々庵「奥遊詩画帖」（広島県立歴史博物館蔵）[2]

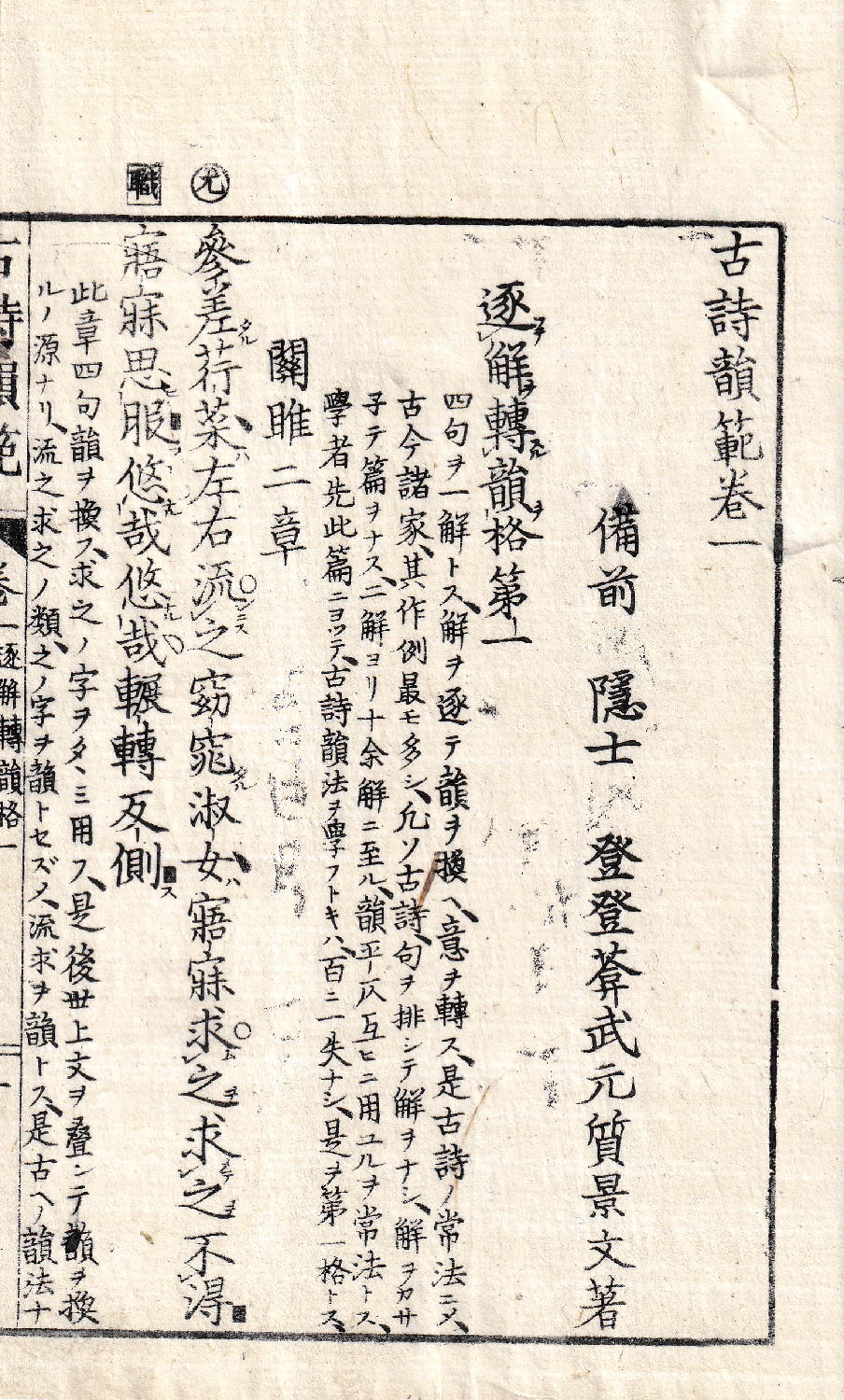
『古詩韻範』（文化9年刊）

## 著作
- 『古詩韻範』五巻（文化9年〔1812年〕刊）[4]
- 『行庵詩草』生集一巻・涯集二巻（文化11年〔1814年〕刊）[5]